# انتخابات ریاست‌جمهوری ایالات متحده آمریکا (۱۹۲۰)
انتخابات ریاست‌جمهوری آمریکا در سال ۱۹۲۰ (به انگلیسی: 1920 United States presidential election) سی و چهارمین انتخابات چهار سالهٔ ریاست جمهوری ایالات متحده بود که در روز ۲ نوامبر ۱۹۲۰ برگزار شد. وارن جی. هاردینگ، نامزد حزب جمهوری‌خواه، به مقام ریاست جمهوری رسید و کالوین کولیج هم معاون رئیس‌جمهور شد.